# Tríptico de São Paulo Visto da Várzea do Carmo, 1941
Tríptico de São Paulo Visto da Várzea do Carmo, 1941 é um conjunto de três pinturas do artista Henrique Manzo que retratam a região central da cidade de São Paulo a partir de vista do Parque Dom Pedro II com prédios na linha do horizonte, trazendo a temática do urbano moderno da cidade. A obra é resultado de encomenda de Affonso Taunay, diretor do Museu do Ipiranga, em São Paulo, ao artista no início dos anos 1940.

## Descrição e análise
A obra do pintor paulista Henrique Manzo, feita com tinta a óleo  em 1941, possui dimensões de 170 centímetros de altura por 635 centímetros de largura, ocupando espaço monumental no Museu do Ipiranga, também conhecido como Museu Paulista.
O Parque Dom Pedro II é retratado em todo o quadrante inferior do conjunto de quadros. No quadrante superior, na linha do horizonte, há representação destacada da metrópole a partir da inserção de conjunto de arranha-céus, criando contraste com o tom e a escala das árvores do parque. O ponto de vista escolhido pelo artista para retratar a região é uma perspectiva panorâmica. Considera-se a composição uma associação às fotografias da cidade de São Paulo do período, que buscavam capturar o aspecto moderno e urbano de São Paulo.
A pintura também retrata positivamente a diversidade de usos do espaço urbano central de São Paulo no período, com a área verde do Parque Dom Pedro II vinculada ao lazer e os prédios em suas diferentes funções comerciais e residenciais. O artista inclui na panorâmica o Palacete Nacim Schoueri, cujo andar inferior era ocupado por lojas e o restante do edifício por apartamentos residenciais, e o Edifício Martinelli, o edifício mais alto do Brasil até 1947 - ambos construídos na segunda metade da década de 1930.
Henrique Manzo retrata nas extremidades esquerda e direita áreas que sofreram demolições para a construção de novos edifícios. Ao lado esquerdo, por exemplo, entre a Igreja do Carmo e do Edifício Guarany, nota-se um pedaço de terra batida que seria ocupada pelas obras de construção do Edifício da Secretaria da Fazenda, cujo projeto havia sido anunciado no ano anterior à criação da pintura, em 1940.
Esta obra se destaca entre outras pinturas do período que retratam a região da Várzea do Carmo por conta da ênfase no aspecto urbano, diminuindo o papel das igrejas, agora encobertas por arranha-céus. O tríptico de Manzo, em comparação a outras pinturas, indica a aceleração no ritmo da cidade com a chegada dos anos 1940. Com isso, o tríptico de Manzo destaca o processo de urbanização e de crescimento vertical de São Paulo, representando a cidade como uma metrópole moderna.
O tríptico foi encomenda de Affonso Taunay, diretor do Museu Paulista entre 1917 e 1946, período no qual buscou desenvolver um imaginário sobre São Paulo a partir da difusão de imagens da cidade.